# Burkillanthus
Burkillanthus é um género botânico pertencente à família Rutaceae.

## Espécies
- Burkillanthus malaccensis